# Ильинич, Николай Иванович
Никола́й Ива́нович Ильи́нич (ок. 1470 — после 1500) — государственный деятель Великого княжества Литовского, наместник минский (1494), маршалок дворный литовский (1495), наместник смоленский (1499—1500).
Представитель шляхетского рода Ильиничей герба «Корчак». Старший сын Ивана (Ивашки) Ильинича.
Приближенный короля польского Казимира IV, в конце XVI века получал от монарха неоднократные пожалования. В 1494 году был назначен наместником минским, в 1495 году — маршалком дворным литовским, в 1499—1500 годах служил наместником в Смоленске.

## Семья
Был женат на Анне, дочери Михала Носовича и княжны Екатерины Острожской. От этого брака родились:
- сын Николай (ум. 1536)
- и три дочери:
  - Анна Зеновичева
  - Елизавета Шеметова
  - Катажина Збожна.